# Dicamptodontidae
Dicamptodon là một họ động vật lưỡng cư trong bộ Caudata. Họ này có 4 loài được xếp vào 1 chi duy nhất, Dicamptodon.

## Phân loại học
Họ Dicamptodontidae gồm 1 chi:
- Dicamptodon Strauch, 1870
  - Dicamptodon aterrimus (Cope, 1868)
  - Dicamptodon copei Nussbaum, 1970
  - Dicamptodon ensatus (Eschscholtz, 1833)
  - Dicamptodon tenebrosus (Baird & Girard, 1852)

## Hình ảnh

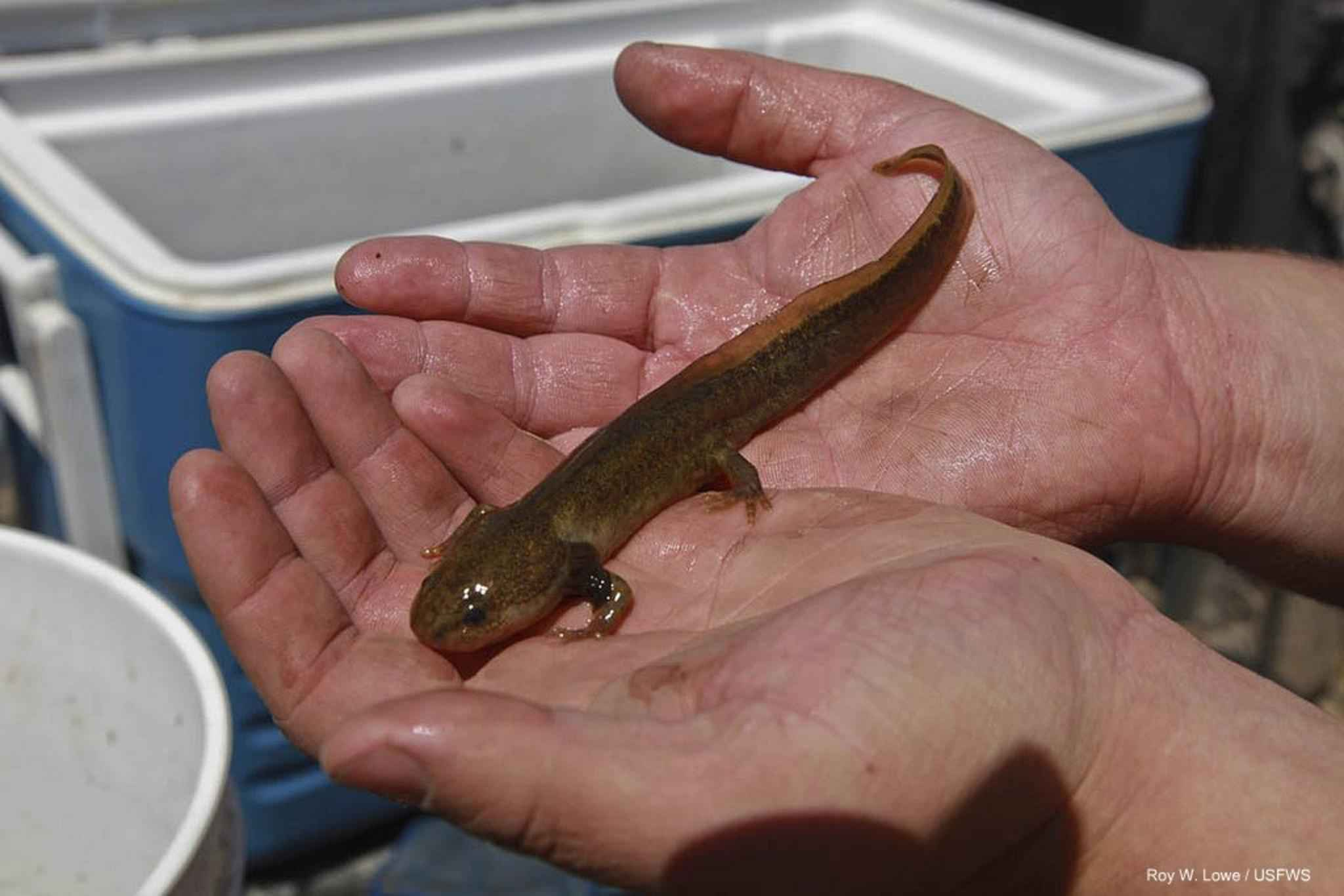
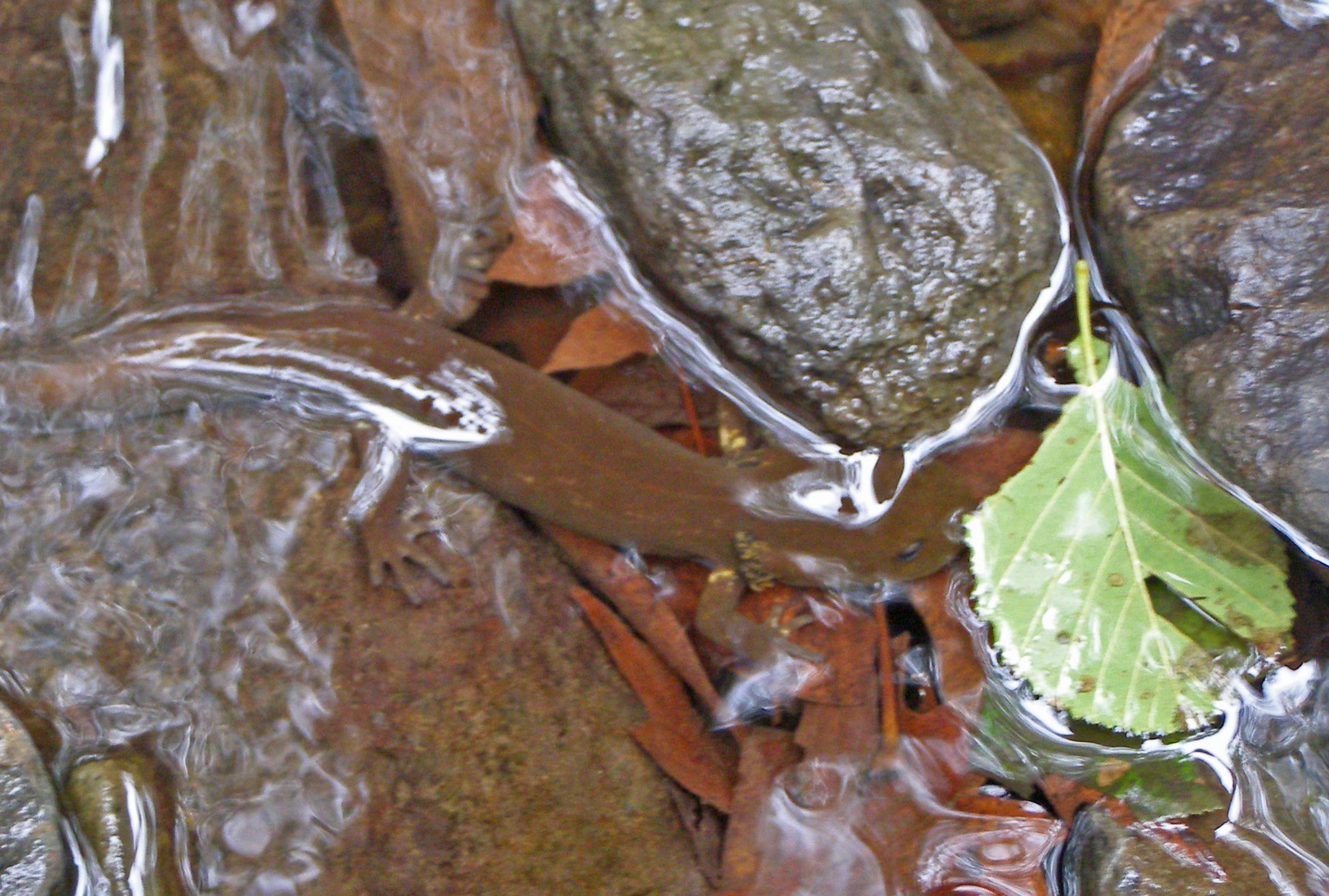